# Wulfila
Wulfila eller (forgræsket) Ulfilas (ca. 310-383) var biskop over vestgoterne og den første, der oversatte det Ny Testamente til et germansk sprog.

## Liv og gerning
Wulfila havde kappadokiske (centralanatoliske) forfædre, der var taget til fange af goterne i det 3. århundrede. Han blev senest i 341 viet til "biskop af de kristne i det gotiske land" af Eusebios af Nikomedia. Indtil 348 missionerede Wulfila blandt vestgoterne (også kaldet visigoterne eller tervingerne) ved den nedre Donau.
Wulfila måtte i 348 gå i eksil på grund af gotiske kristenforfølgelser og brugte tiden på at udvikle en ny gotisk skrift på grundlag af det græske alfabet og runelafabetet, som han brugte til at oversætte det Ny Testamente på græsk til gotisk . Wulfilas bibel var et vigtigt redskab i missionen blandt germanerne og den første bibeloversættelse til et germansk sprog, .
Såvel vestgoter som østgoter, vandaler, langobarder og burgunder lod sig kristne.

## Teologi
På Wulfilas tid var den arianske retning af kristendommen dominerende i det Østromerske Rige, og det var først i slutningen af 4. århundrede, at  treenighedstilhængerne fortrængte arianerne i hele Romerriget (den athanasianske trosbekendelse). 
Som en følge af Wulfilas mission var arianismen i århundreder den almindelige form for kristendom blandt germanerne. Modsætningsforholdet mellem germanske arianere og romerske katolikker blev forstærket af, at katolicismen (der endnu ikke var spaltet i en vestkirke og østkirke) var uløseligt forbundet med den romerske kejsermagt.
Wulfilas elev skytheren Auxentius, der blev biskop af Milano, tilskriver ham denne trosbekendelse:
"Jeg, biskop og bekender Ulfila, har altid troet således og foretager min rejse til min Herre i denne ene sande tro. Jeg tror, at der er én ufødt og usynlig Gud, og (jeg tror) på hans enebårne søn, vor Herre og gud, universets bygger og skaber, der ikke har sin lige og derfor er én alles Gud Fader, der også er vor Guds Gud, og én Helligånd, en lysende og helliggørende dyd, således som Kristus siger til sine apostle efter genopstandelsen: "Og se, jeg sender det, min fader har lovet jer; men bliv i byen, indtil I bliver iført kraft fra det høje" (Lukas 24:49). Og fremdeles: "Men I skal få kraft, når Helligånden kommer over jer" (Apost. Gern. 1:8). Den er hverken Gud eller Herre, men Guds tro tjener, og den er ikke lig med, men underordnet Sønnen og adlyder Ham i alt, og Sønnen er underordnet Gud Fader og adlyder Ham i alt."

## Eksterne links
- Sydtyrolsk ((tysk)) blog over en samtale med dr. Milev, en bulgarsk forsker i Ulfilas